# Ilinden-Denkmal

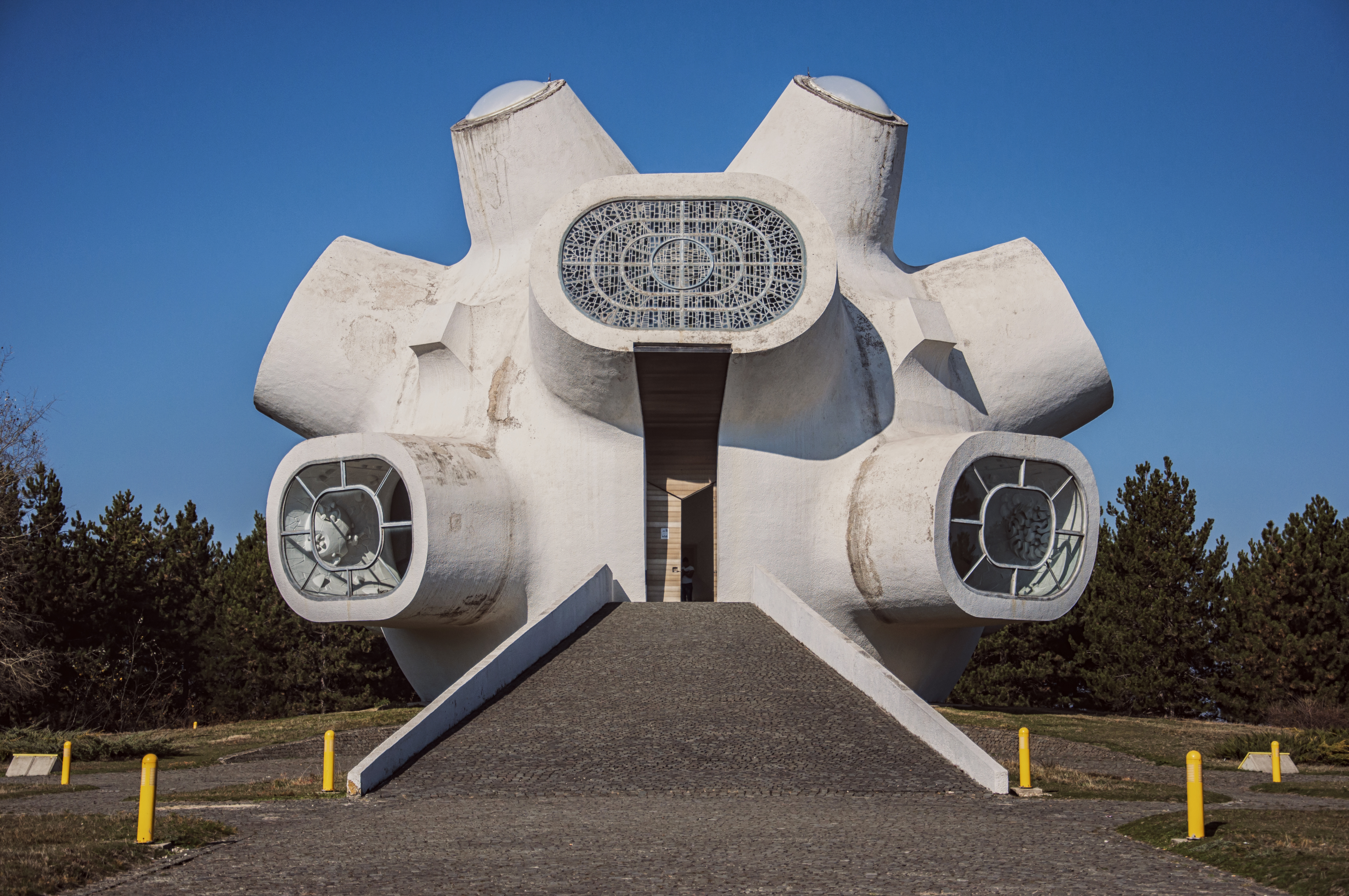
Ilinden-Denkmal (2013)

Das Ilinden-Denkmal (mazedonisch Споменик „Илинден“) oder Makedonium (mazedonisch Македониум) ist ein 1970 bis 1974 nach dem Entwurf des Bildhauers Jordan Grabul und der Bildhauerin Iskra Grabul errichtetes Denkmal auf dem Berg Gumenja in Kruševo im heutigen Nordmazedonien. Es gedenkt dem Ilinden-Aufstand aus dem Jahre 1903, eine Volksrevolte in den Regionen Makedonien und Thrakien gegen das Osmanische Reich. Bei dem Aufstand wurde die kurzlebige Republik Kruševo ausgerufen.

## Denkmal
Nachdem diverse Entwürfe eingereicht worden waren, gewannen schließlich 1970 Jordan Grabul und Iskra Grabul den Wettbewerb. Am 24. August 1974 wurde das Denkmal nach vierjähriger Bauzeit eingeweiht.
Das Denkmal verfügt über vier große Bleiglasfenster des jugoslawischen Künstlers Borko Lazeski.

Bleiglasfenster von Borko Lazeski
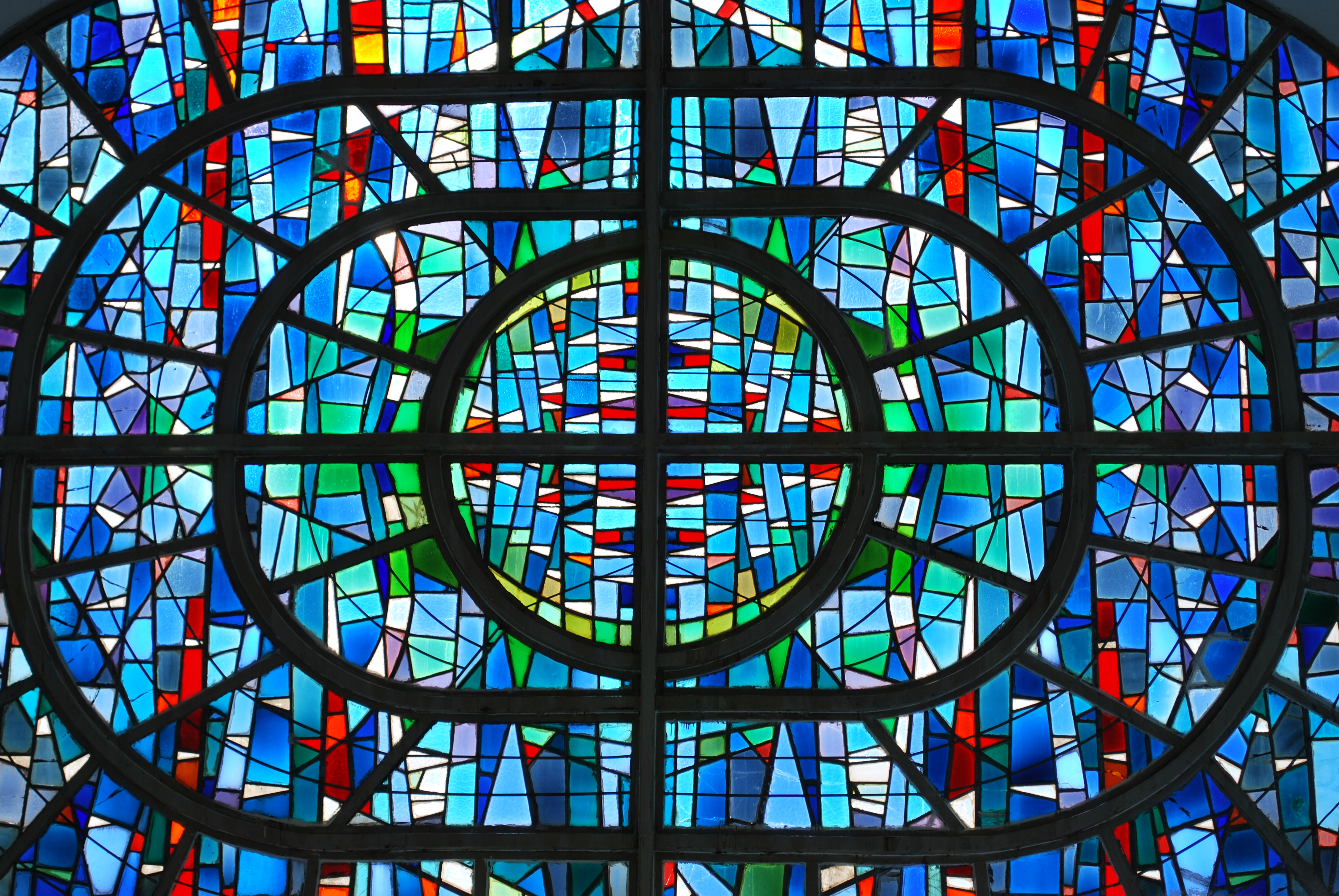
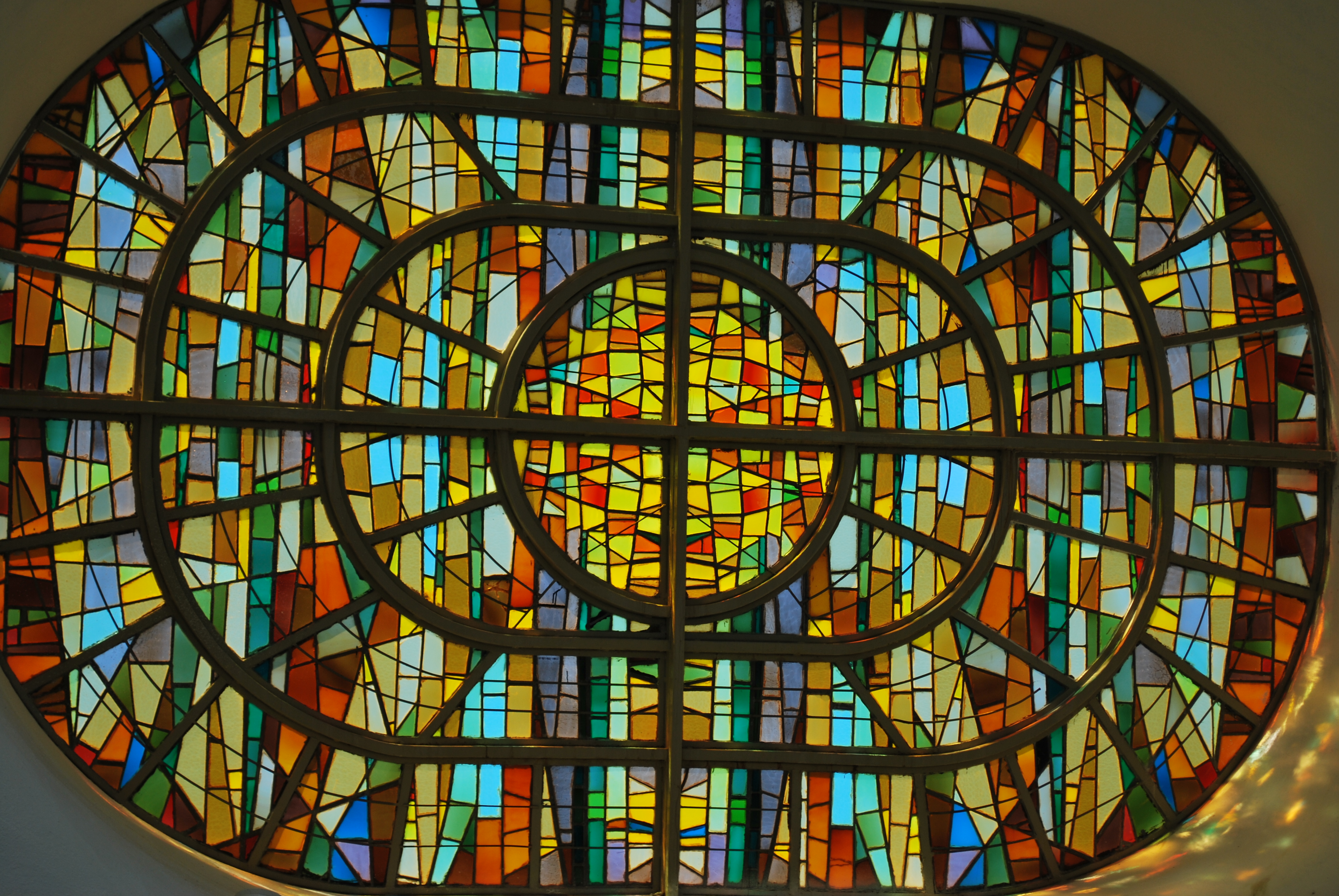
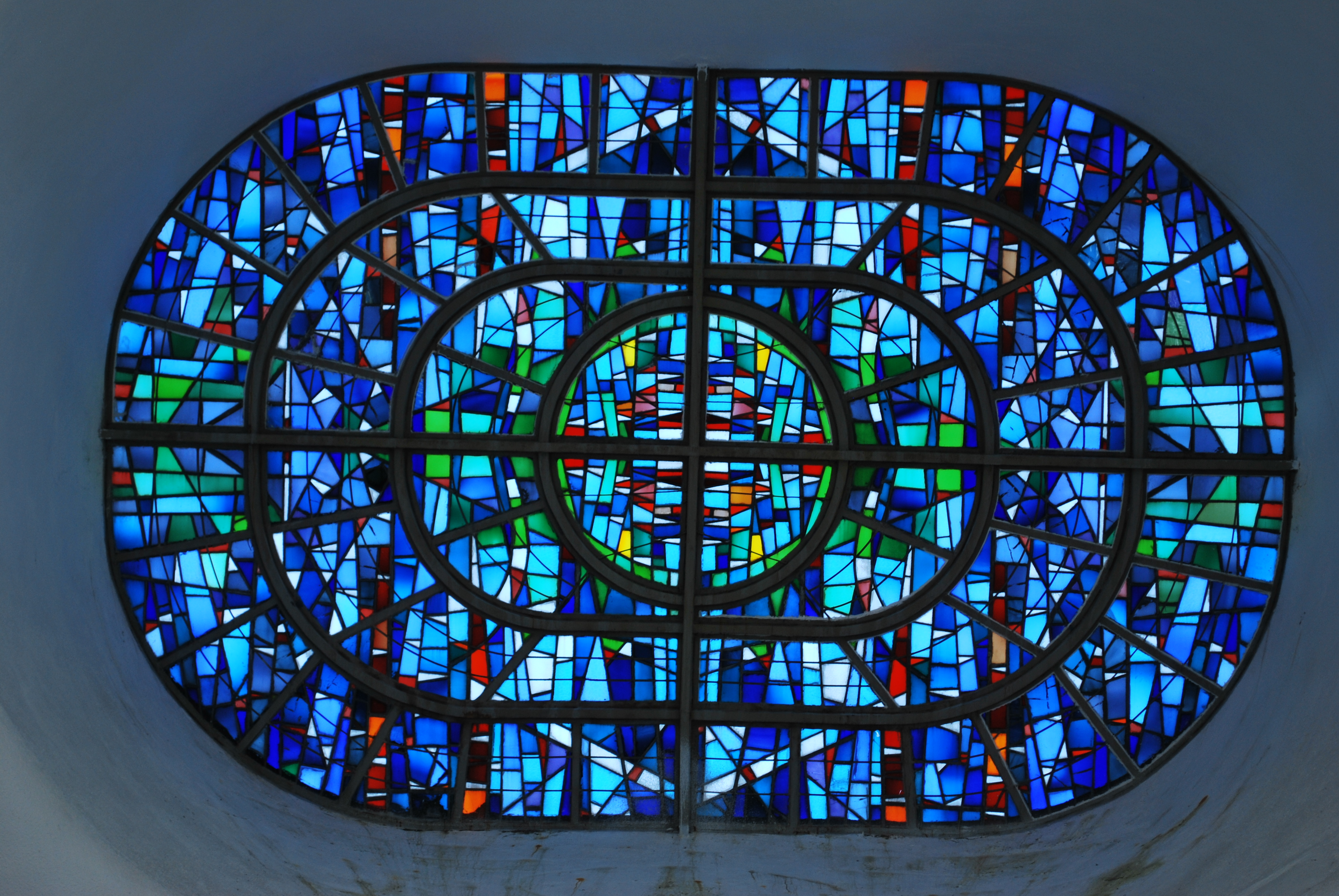
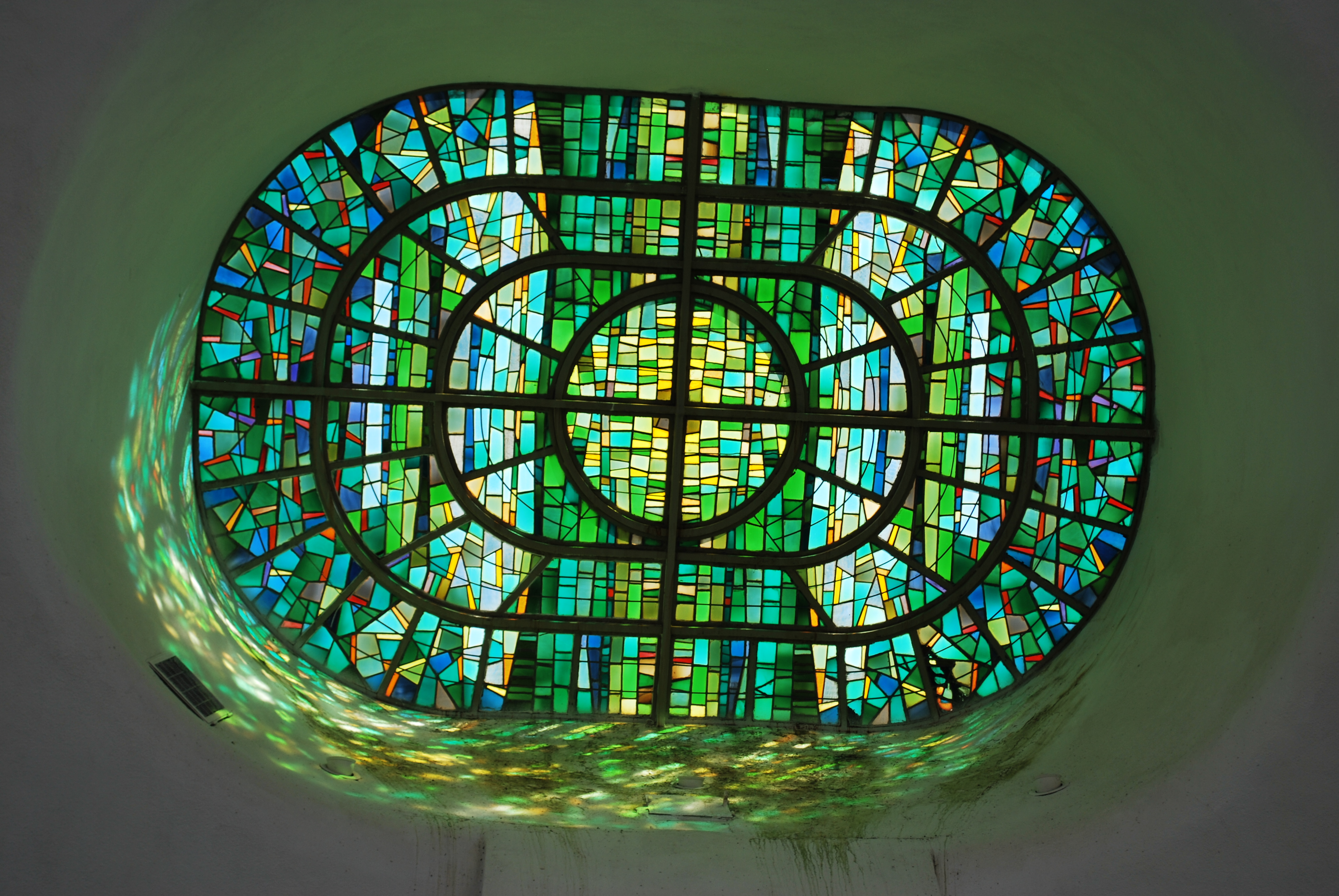

Vor dem Denkmal befindet sich ein Amphitheater, bestehend aus einem runden Platz diversen kleinen Betonsitzen, eingefasst von Mauern mit keramischen Kunstwerken. Dieser Platz wurde von dem jugoslawischen Künstler Petar Mazev entworfen.

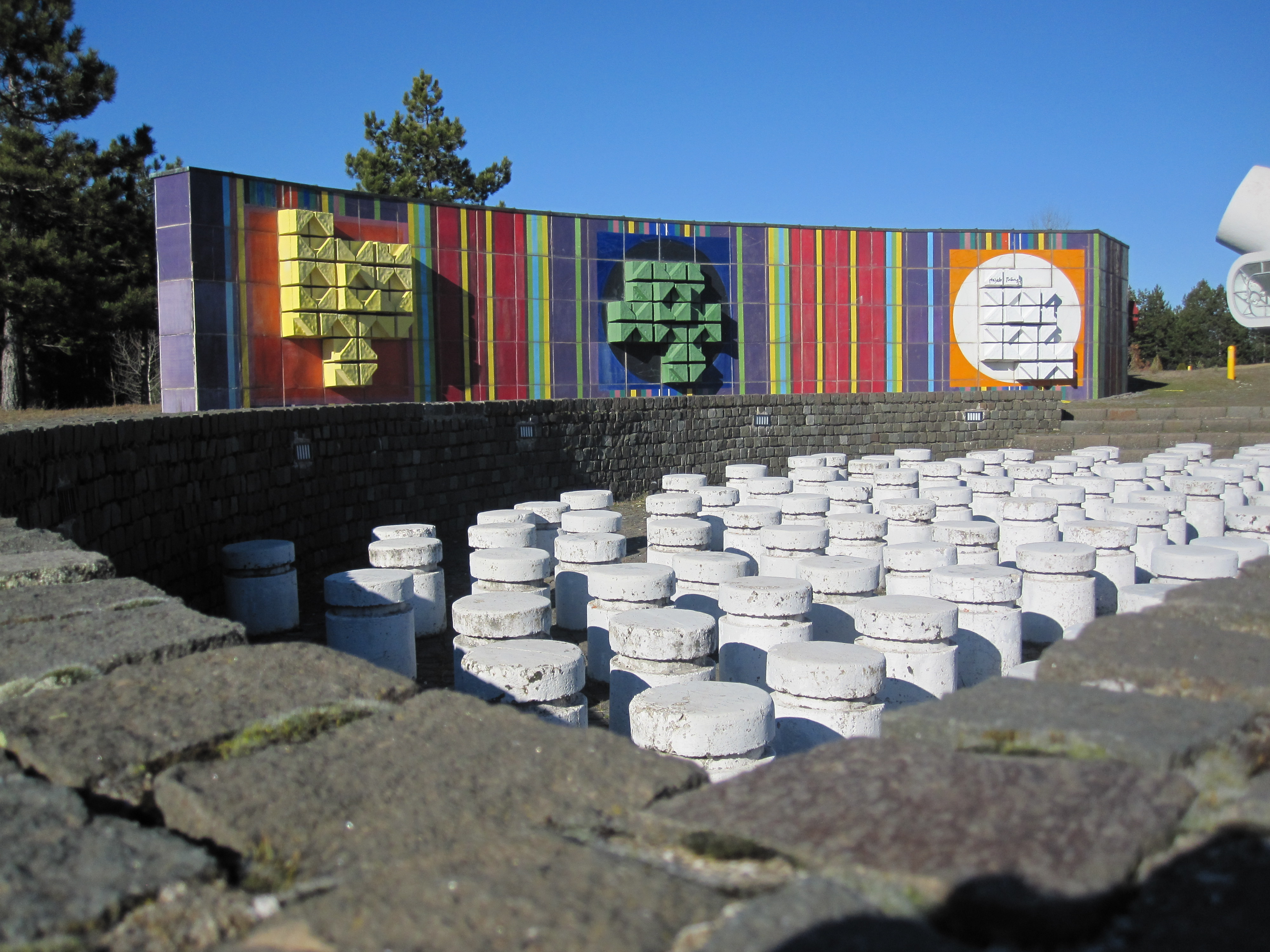
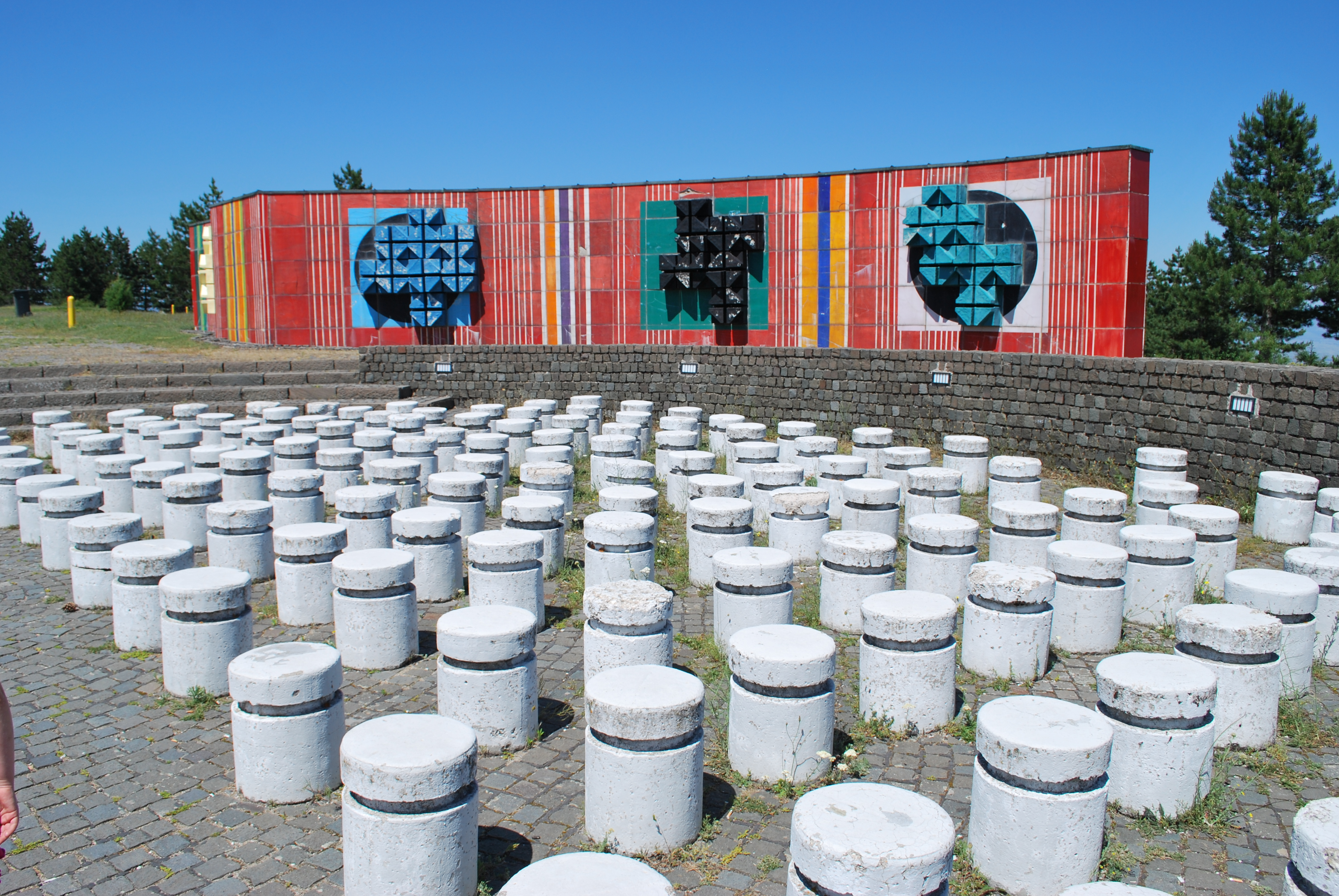

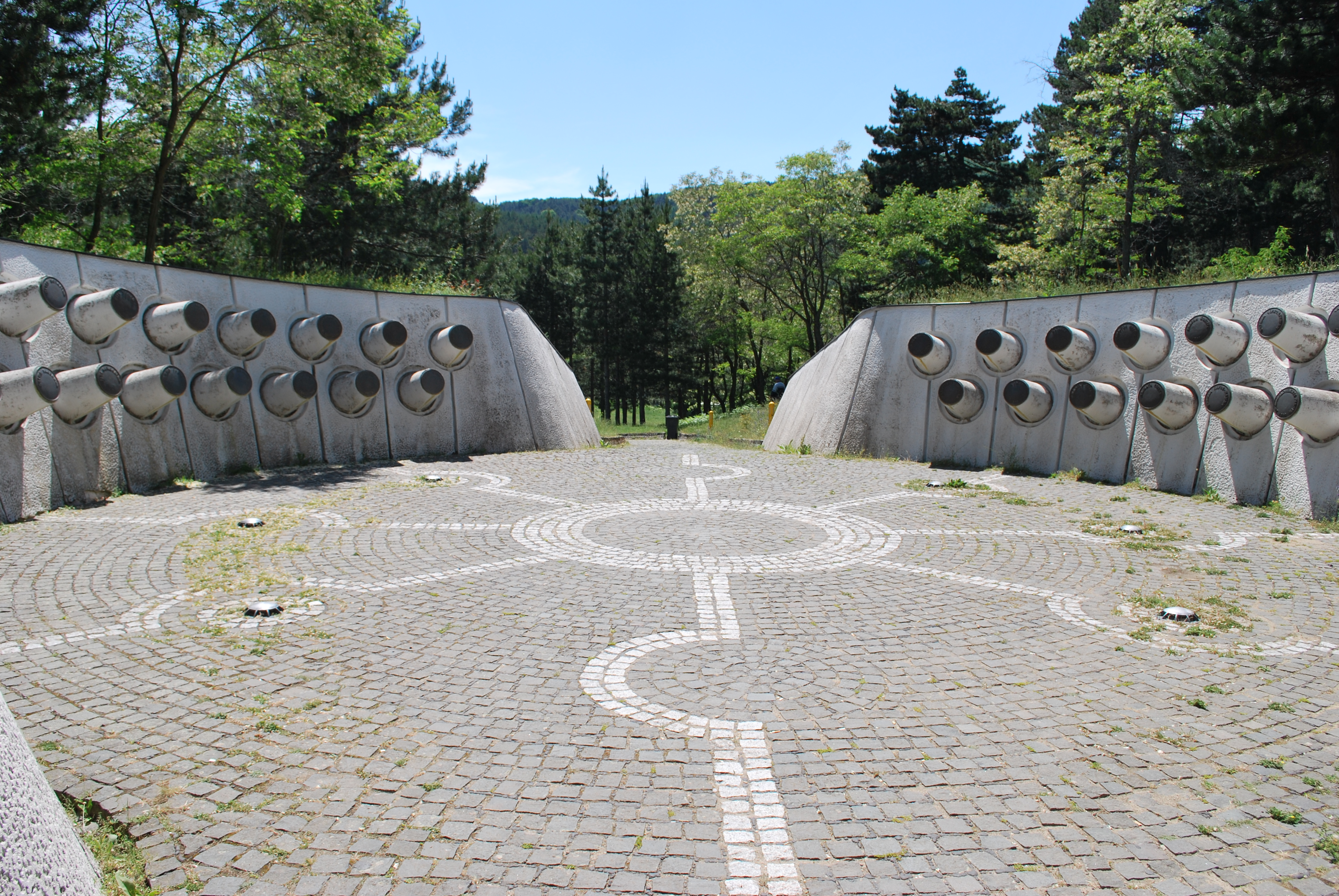
Runder Hof mit 58 Tafeln

Auf dem Weg zu dem Denkmal befindet sich ein runder Hof mit einer Umfassung, an deren Wänden sich 58 Betonkegelstümpfe befinden, deren Schnittflächen mit Bronzetafeln belegt sind. Auf ihnen sind diverse historische Persönlichkeiten und Ereignisse niedergeschrieben.

## Museum
Etwa 100 Meter westlich vom Denkmal befindet sich das Nationale Befreiungsmuseum. Es wurde 1989 vom Architekten Kliment Korobar entworfen mit der Landschaftsarchitektin Galena Kuculoska für die Grünflächen. Es ist in seiner Formgebung deutlich traditioneller als das Ilinden-Denkmal. Im Inneren befindet sich ein monumentales Wandgemälde des Künstlers Borko Lazeski, der auch die Fenster des Ilinden-Denkmals entwarf.